# Thằn lằn cá sấu Trung Quốc
Thằn lằn cá sấu (tên khoa học: Shinisaurus crocodilurus) sống trên cây ở ven các con suối trong rừng xanh trên độ cao 800 m, leo trèo cây rất giỏi. Hoạt động mạnh từ tháng 4 đến tháng 5, thức ăn là các loài côn trùng nhỏ. Mới nhìn bạn có cảm giác như một chú cá sấu con nhưng thực chất là một loài thằn lằn.
Đây là loài thằn lằn sống nửa trên cạn nửa dưới nước ở các khu rừng mát mẻ ở Hồ Nam, Quảng Tây, Quảng Đông và Quý Châu của Trung Quốc cũng như tại khu vực rừng Yên Tử thuộc hai tỉnh Bắc Giang và Quảng Ninh của Việt Nam.
Nó là loài duy nhất của chi Shinisaurus, một thời từng được coi là thuộc họ Xenosauridae, một họ với các loài sinh sống ở México và Trung Mỹ, nhưng các phân tích phân tử gần đây đã hỗ trợ mối quan hệ họ hàng gần của nó với họ Varanidae và sự phục hồi họ Shinisauridae Ahn, 1930 là có cơ sở.
Thằn lằn cá sấu dành phần lớn thời gian trong vùng nước nông hoặc những cành cây nhô ra và săn bắt cá, nòng nọc, ốc sên và côn trùng. Đây là loài ít được nghiên cứu và hiếm, được liệt trong Phụ lục II của CITES, quy định việc mua bán quốc tế các loài sinh vật.

## Hình ảnh

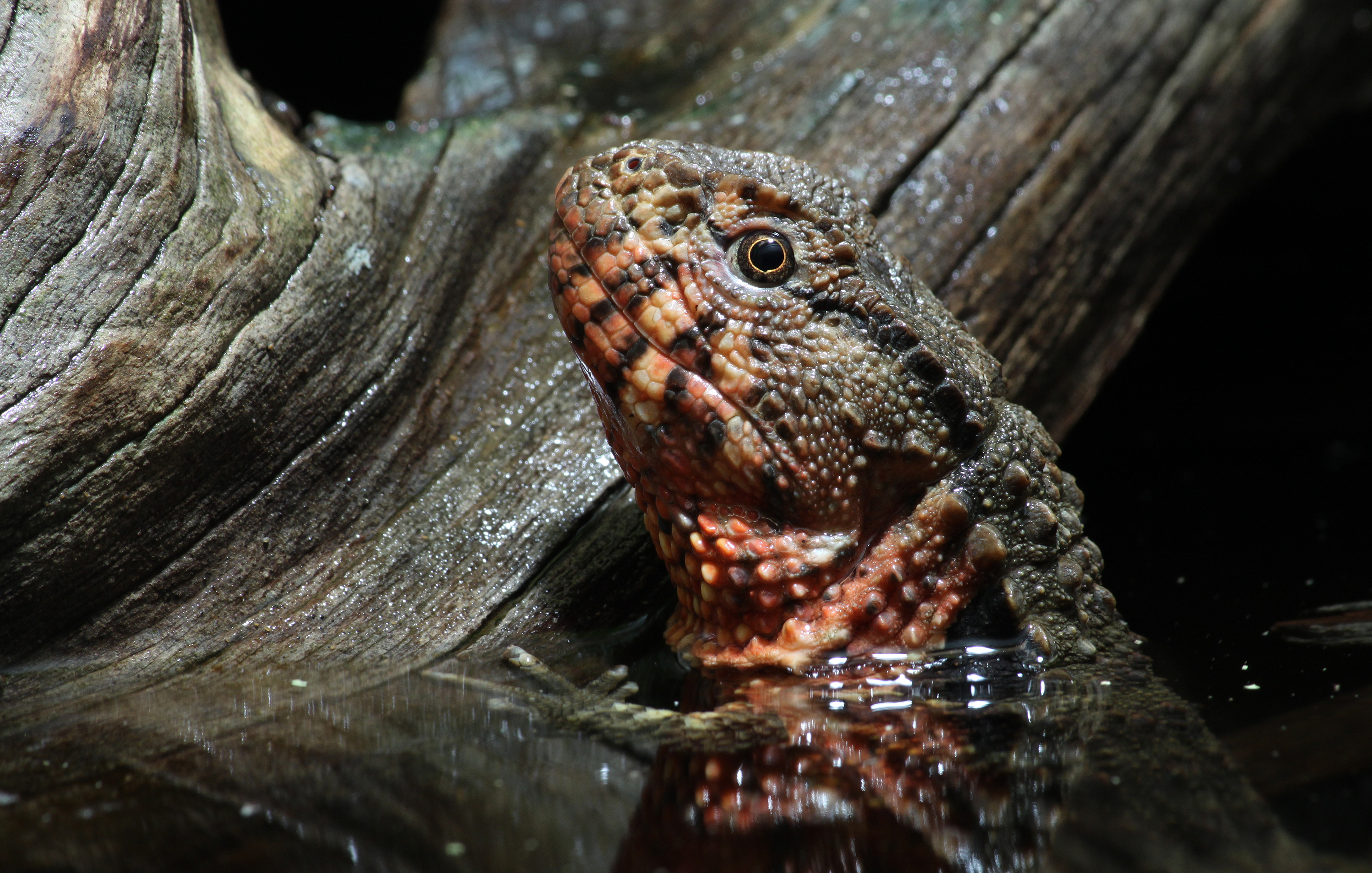
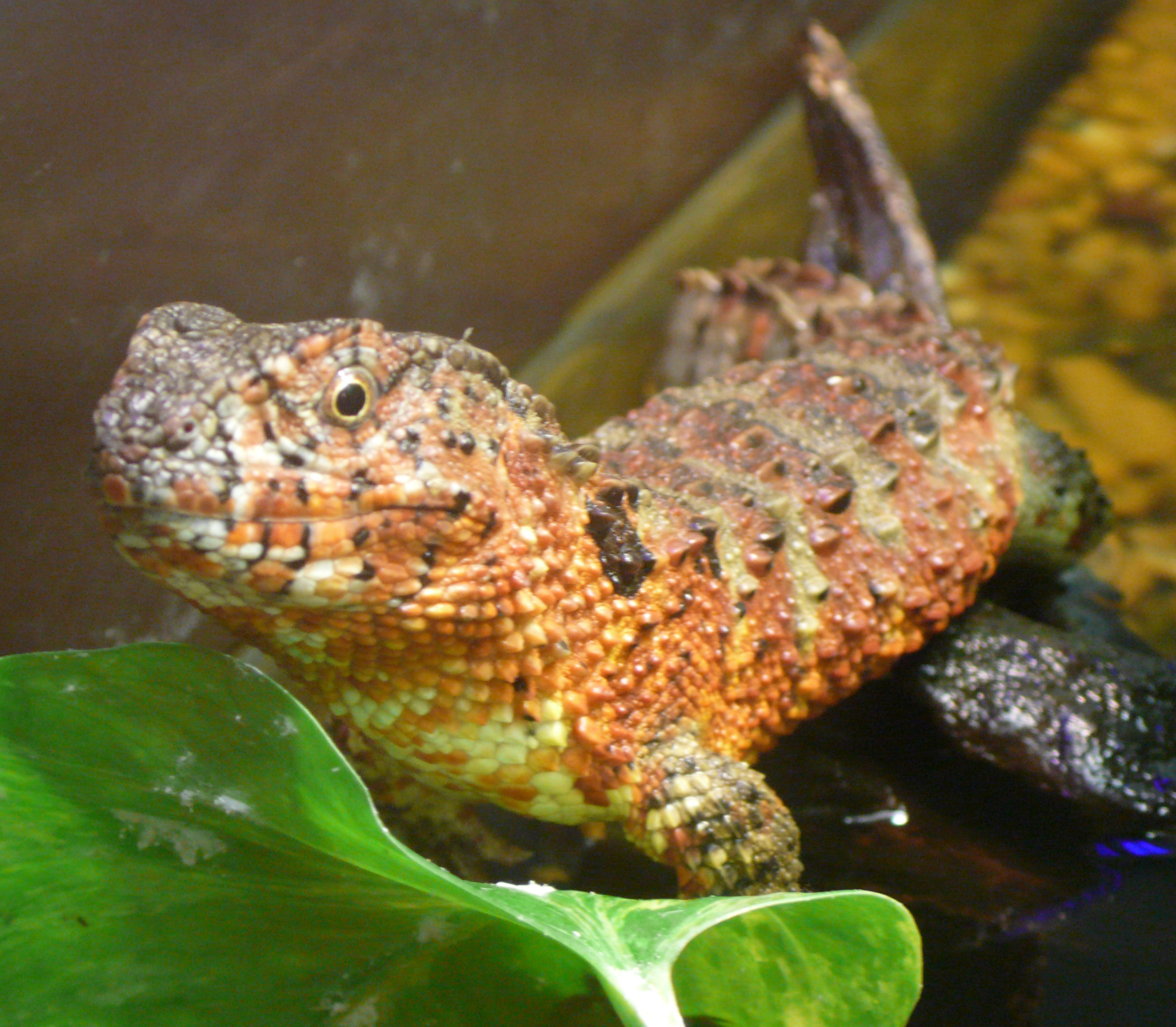
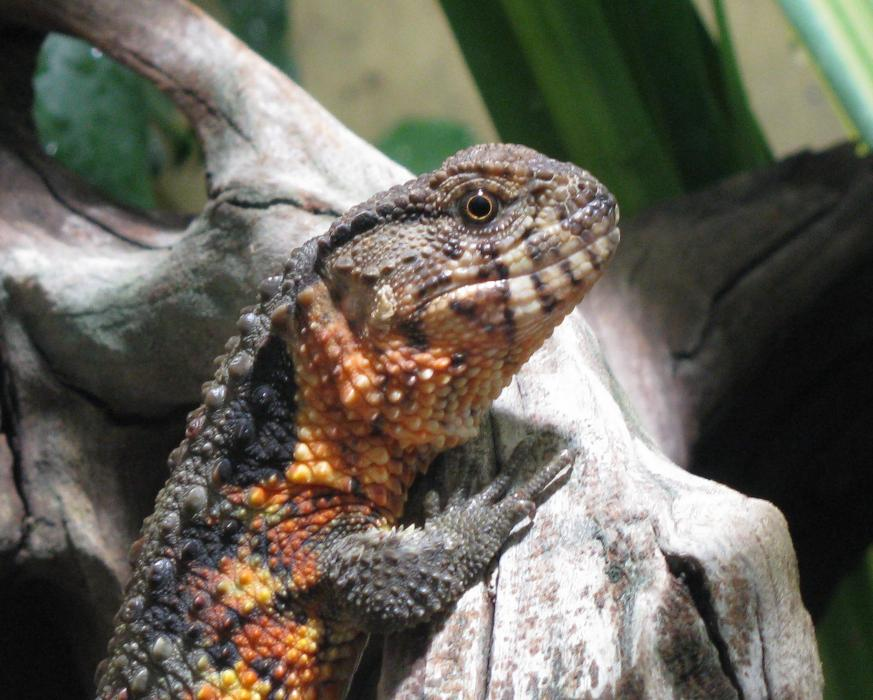